# Káld
Káld è un comune dell'Ungheria di 1.156 abitanti (dati 2001). È situato nella contea di Vas.